# Embajada de España en Hungría
La Embajada de España en Hungría es la máxima representación legal del Reino de España en la República de Hungría. 

## Embajador
El actual embajador es Alfonso Dastis, en sustitución de Anunciada Fernández de Córdova, nombrado por el gobierno de Pedro Sánchez en 2022.

## Misión diplomática
El Reino de España tiene una única misión diplomática en el país, la embajada de España en Budapest creada en 1977. Previamente había existido un consulado español en Budapest desde principios del siglo XX.

## Historia
Desde el siglo XVI Hungría perteneció a los dominios de la dinastía Habsburgo soberanos de Austria. Tras el fracaso revolucionario húngaro de 1848-1849, la dominación austriaca se hizo más patente, pero la crisis que afectó a Austria  a partir de su derrota en 1866 motivó el Compromiso de 1867, por el que Hungría obtenía la equiparación en pie de igualdad con Imperio austriaco bajo un mismo soberano, nacía así Austria-Hungría. 
Con el final de la Primera Guerra Mundial (1914-1918), en Austria-Hungría surgieron diversos movimientos nacionales que promovieron la disolución del Imperio, que se consumó en 1919, de este modo Hungría inició su proceso en octubre de 1918 proclamándose independiente, y sellado el 16 de noviembre de 1918 con la proclamación de la República Popular de Hungría. 
España mantuvo relaciones diplomáticas a nivel consular (hasta 1929) con la República Soviética Húngara (1919) y el Reino de Hungría (1920-1946). Con el estallido de la Guerra Civil Española (1936-1939) el representante español dimitió por su apoyo a la sublevación militar, siendo sustituido por un encargado de negocios hasta 1937, cuando el gobierno del almirante y regente Miklós Horthy, cercano a las potencias del Eje, reconoció al gobierno de Franco. 
La liberación de Hungría por las tropas soviéticas y la creación de la República Popular de Hungría limitó las relaciones diplomáticas a asuntos económicos (Delegación española para negociaciones comerciales en 1966) y que fue elevada a representación consular en 1970:
1) Carlos Gámir Prieto 21 de agosto de 1970 - 12 de julio de 1973
2) Salvador García de Pruneda 14 de septiembre de 1973 - 2 de abril de 1977
Finalmente, en 1977 se creó la Embajada española en Budapest siendo su primer embajador Salvador García de Pruneda.

## Demarcación
Durante un breve periodo de tiempo la Embajada española en Hungría también tuvo una demarcación:
- República de Croacia: Croacia era un territorio integrado en el Austria-Hungría y desde 1918 en Yugoslavia y, por tanto, las relaciones se hacían a través de la Embajada de España de Yugoslavia. Tras la independencia del país balcánico de la Antigua Yugoslavia, las relaciones diplomáticas entre España y Croacia, 9 de marzo de 1992, las relaciones pasaban a través de la Embajada española en Hungría durante el periodo 1992-1993, hasta que el gobierno español estableció una misión permanente en el país europeo.